# Giovanni Zaro
Giovanni Zaro (Vanzaghello, 12 maggio 1994) è un calciatore italiano, difensore del Cesena.

## Caratteristiche tecniche
Difensore centrale dal fisico imponente e abile in fase realizzativa, è molto bravo nel gioco aereo. Sa destreggiarsi sia nella difesa a 3 che in quella a 4.

## Carriera

### Inizi
Cresciuto nel settore giovanile della Pro Patria, dopo una stagione trascorsa in comproprietà con l'AlbinoLeffe, nel 2012 passa all'Inter, venendo inserito nella rosa della formazione Primavera. Il 30 agosto 2013 viene ceduto al Castiglione, con cui inizia la carriera professionistica; poco impiegato con il club mantovano, il 16 gennaio 2014 passa alla Pro Patria.

### Modena e Südtirol
Nel 2019, lascia la squadra bustocca per passare al Modena, appena tornato nel professionismo dopo la stagione in Serie D. Nella squadra geminiana si impone fin da subito come titolare con delle ottime prestazioni. Il 14 dicembre 2019, nella sfida interna contro il Ravenna trova la sua prima rete con i canarini. Riconfermato come titolare anche la stagione successiva, si impone come tra i migliori del campionato gialloblu, concluso al quarto posto e terminato con la sconfitta agli ottavi di finale dei play off. Il 15 febbraio 2021, in occasione della sfida interna contro il Matelica, indossa per la prima volta la fascia di capitano, che ri indosserà per altre quattro occasioni durante la stagione. Al termine della stagione, non gli viene rinnovato il contratto e lascia i canarini a parametro zero.
Il 15 luglio 2021 si trasferisce al Südtirol, con cui firma un biennale; al termine della prima stagione conquista, con il club bolzanino, la prima storica promozione in Serie B.
Si tratta di una grande stagione per il club altoatesino, che oltre alla prima promozione in seconda serie, raggiunge anche la finale di Coppa Italia di Serie C, che li vede però sconfitti nel doppio scontro contro il Padova. La vittoria del campionato, inoltre, li qualifica per disputare la Supercoppa di Serie C, che vede i biancorossi terminare al secondo posto. Per la retroguardia bolzanina è poi una stagione da corniciare, con solo 17 gol subiti in 48 partite, che si abbassano a 9 considerando solo le 38 partite di campionato. Si tratta della miglior difesa del campionato e la migliore d'Europa.
La stagione successiva, Zaro è confermato ancora nella formazione titolare degli altoatesini, al loro primo campionato di Serie B. Considerati come outsider della categoria, i biancorossi, dopo una partenza difficile, grazie all'arrivo di mister Pierpaolo Bisoli trovano la quadra e raggiungono in fretta le zone alte della classifica, raggiungendo un sesto posto finale e terminando la stagione con la semifinale play off contro il Bari. 
Per Zaro, si tratta della stagione della consacrazione, venendo incluso tra i migliori difensori del campionato, formando con Andrea Masiello, suo compagno di reparto, una delle migliori difese del campionato. Segna inoltre 5 gol in stagione, record personale per quanto riguarda i suoi campionati professionistici, tra cui una doppietta, nella sfida interna vinta proprio per 2-0 contro la S.P.A.L..
L'11 luglio 2023 fa ritorno al Modena, con cui si lega fino al 2026. Lascia il Südtirol dopo 78 presenze e 5 reti.
Nel suo secondo periodo modenese trova la sua prima rete nella trasferta contro il Brescia, segnando nel recupero il gol che vale la vittoria.
Nel 2023 è stato l'unico calciatore di movimento in Europa ad aver disputato tutti i minuti delle partite disputate, comprendendo campionato, coppa e play-off, non saltando neanche un minuto per sostituzioni o squalifiche.
Salta la prima partita il 18 febbraio 2024, quando non partecipa alla trasferta in laguna contro il Venezia a causa di una squalifica per somma di ammonizioni.
La sua quarta stagione modenese incomincia nel primo turno di Coppa Italia allo stadio Maradona contro i futuri campioni d'Italia del Napoli. Dopo aver terminato i tempi regolamentari a reti bianche, sono i partenopei a passare il turno dopo aver vinto la lotteria dei calci di rigore, in cui Zaro calcia il quinto calcio di rigore, parato dal portiere Alex Meret. Dopo un buon inizio in campionato, in cui risulta il migliore di una difesa che non riesce a trovare la quadra e fatica ad ingranare, riesce anche a segnare la sua prima e unica rete stagionale, segnando il gol del pareggio finale nel 2-2 durante il derby con il Cesena giocato in Romagna. Dopo questo iniziale buon periodo, anche il rendimento di Zaro cala, non riuscendo più a trovare le solide performance che aveva svolto nelle stagioni precedenti. Dopo una stagione difficile per quasi tutto l'ambiente canarino, che non è mai riuscito ad agguantare la zona play off, la squadra termina all'undicesimo posto in classifica.
Nell'estate 2025, la società comunica a Zaro che non rientra più nei piani della squadra Lascia la maglia canarina dopo 129 partite, 6 reti realizzate e 5 presenze da capitano.

### Cesena
Il 16 luglio 2025 viene ufficializzato il sua passaggio al Cesena, a titolo definitivo. In Romagna ritrova l'allenatore Michele Mignani, che aveva già avuto nella sua prima esperienza canarina.

## Statistiche

### Presenze e reti nei club
Statistiche aggiornate al 13 maggio 2025.
| Stagione          | Squadra           | Campionato        | Campionato | Campionato | Coppe nazionali | Coppe nazionali | Coppe nazionali | Coppe continentali | Coppe continentali | Coppe continentali | Altre coppe | Altre coppe | Altre coppe | Totale | Totale |
| Stagione          | Squadra           | Comp              | Pres       | Reti       | Comp            | Pres            | Reti            | Comp               | Pres               | Reti               | Comp        | Pres        | Reti        | Pres   | Reti   |
| ----------------- | ----------------- | ----------------- | ---------- | ---------- | --------------- | --------------- | --------------- | ------------------ | ------------------ | ------------------ | ----------- | ----------- | ----------- | ------ | ------ |
| 2013-gen. 2014    | Castiglione       | 2D                | 4          | 0          | CI-LP           | -               | -               | -                  | -                  | -                  | -           | -           | -           | 4      | 0      |
| gen.-giu. 2014    | Pro Patria        | 1D                | 5          | 0          | CI+CI-LP        | -               | -               | -                  | -                  | -                  | -           | -           | -           | 5      | 0      |
| 2014-2015         | Pro Patria        | LP                | 16         | 0          | CI-LP           | 1               | 0               | -                  | -                  | -                  | -           | -           | -           | 17     | 0      |
| 2015-2016         | Pro Patria        | LP                | 23         | 1          | -               | -               | -               | -                  | -                  | -                  | -           | -           | -           | 23     | 1      |
| 2016-2017         | Pro Patria        | D                 | 22+1       | 4          | CI-D            | 3               | 0               | -                  | -                  | -                  | -           | -           | -           | 26     | 4      |
| 2017-2018         | Pro Patria        | D                 | 32+4       | 5+1        | CI-D            | 1               | 0               | -                  | -                  | -                  | -           | -           | -           | 37     | 6      |
| 2018-2019         | Pro Patria        | C                 | 26+1       | 2          | CI-C            | 1               | 0               | -                  | -                  | -                  | -           | -           | -           | 28     | 2      |
| Totale Pro Patria | Totale Pro Patria | Totale Pro Patria | 124+6      | 12+1       |                 | 6               | 0               |                    | -                  | -                  |             | -           | -           | 136    | 13     |
| 2019-2020         | Modena            | C                 | 21         | 1          | CI-C            | 1               | 0               | -                  | -                  | -                  | -           | -           | -           | 22     | 1      |
| 2020-2021         | Modena            | C                 | 31+2       | 1          | CI              | 0               | 0               | -                  | -                  | -                  | -           | -           | -           | 33     | 1      |
| 2021-2022         | Südtirol          | C                 | 32         | 0          | CI+CI-C         | 0+5             | 0               | -                  | -                  | -                  | SC-C        | 1           | 0           | 38     | 0      |
| 2022-2023         | Südtirol          | B                 | 36+3       | 5          | CI              | 1               | 0               | -                  | -                  | -                  | -           | -           | -           | 40     | 5      |
| Totale Südtirol   | Totale Südtirol   | Totale Südtirol   | 68+3       | 5          |                 | 6               | 0               |                    | -                  | -                  |             | 1           | 0           | 78     | 5      |
| 2023-2024         | Modena            | B                 | 37         | 3          | CI              | 1               | 0               | -                  | -                  | -                  | -           | -           | -           | 38     | 3      |
| 2024-2025         | Modena            | B                 | 35         | 1          | CI              | 1               | 0               | -                  | -                  | -                  | -           | -           | -           | 36     | 1      |
| Totale Modena     | Totale Modena     | Totale Modena     | 124+2      | 6          |                 | 3               | 0               |                    | -                  | -                  |             | -           | -           | 129    | 6      |
| 2025-2026         | Cesena            | B                 | -          | -          | CI              | 1               | 0               | -                  | -                  | -                  | -           | -           | -           | 1      | 0      |
| Totale carriera   | Totale carriera   | Totale carriera   | 320+11     | 23+1       |                 | 16              | 0               |                    | -                  | -                  |             | 1           | 0           | 348    | 24     |

### Cronologia presenze e reti in nazionale
| Cronologia completa delle presenze e delle reti in nazionale ― Italia under 18 | Cronologia completa delle presenze e delle reti in nazionale ― Italia under 18 | Cronologia completa delle presenze e delle reti in nazionale ― Italia under 18 | Cronologia completa delle presenze e delle reti in nazionale ― Italia under 18 | Cronologia completa delle presenze e delle reti in nazionale ― Italia under 18 | Cronologia completa delle presenze e delle reti in nazionale ― Italia under 18 | Cronologia completa delle presenze e delle reti in nazionale ― Italia under 18 | Cronologia completa delle presenze e delle reti in nazionale ― Italia under 18 |
| Data                                                                           | Città                                                                          | In casa                                                                        | Risultato                                                                      | Ospiti                                                                         | Competizione                                                                   | Reti                                                                           | Note                                                                           |
| ------------------------------------------------------------------------------ | ------------------------------------------------------------------------------ | ------------------------------------------------------------------------------ | ------------------------------------------------------------------------------ | ------------------------------------------------------------------------------ | ------------------------------------------------------------------------------ | ------------------------------------------------------------------------------ | ------------------------------------------------------------------------------ |
| 15-3-2012                                                                      | Coverciano                                                                     | Italia under 18                                                                | 2 – 0                                                                          | Svizzera under 18                                                              | Amichevole                                                                     | -                                                                              | 71’                                                                            |
| Totale                                                                         |                                                                                | Presenze                                                                       | 1                                                                              |                                                                                | Reti                                                                           | 0                                                                              |                                                                                |

## Palmarès

### Club

#### Competizioni nazionali
- Serie C: 1

Südtirol: 2021-2022 (girone B)
- Scudetto Serie D: 1

Pro Patria: 2017-2018
- Serie D: 1

Pro Patria: 2017-2018 (girone B)